# Hans von Cnobloch
Hans Alois Alfred von Cnobloch (* 6. März 1871 in St. Ruprecht (Klagenfurt am Wörthersee); † 19. Februar 1962 in Salzburg) war ein österreichischer Diplomat und erster diplomatischer Vertreter und Gesandter Österreichs in Ungarn nach dem Austritt Ungarns aus der Realunion Österreich-Ungarn am 31. Oktober 1918.

## Leben
Cnobloch studierte an der Universität Wien Rechtswissenschaft. Er schloss sein Studium 1894 als Doktor der Rechte ab. Nach dem Studium trat er als Einjährig-Freiwilliger in das Korpsartillerieregiment Freiherr von Weigl Nr. 2 ein, wo er von 1894 bis 1895 diente. Er verließ die Armee als Leutnant der Reserve. Von 1893 bis 1899 war er Konzeptionspraktikant bei der Niederösterreichischen Finanzlandesdirektion. Von 1899 bis 1918 arbeitete er im k.k. Ackerbauministerium. Dort leitete er ab 1909 das Departement XIV. 1912 wurde er zum Ministerialrat ernannt und leitete nun das Departement für Handelspolitik, Eisenbahn und Steuerfragen, ab 1917 als Sektionschef. Am 20. November 1918 ging er als Vertreter Österreichs nach Budapest. Am 23. April 1920 wurde er als Gesandter in den Auswärtigen Dienst übernommen. 1922 wechselte er nach Bukarest, wo er von November 1922 bis zu seiner Pensionierung am 30. Juni 1925 als österreichischer Gesandter tätig war.

## Privates
Cnobloch war der Sohn von Freiherr Alfred Wilhelm Friedrich von Cnobloch und Gräfin Anna Maria von Cnobloch. Er selbst trug den Titel Freiherr. Seine Vornamen sind in der Geburtsmatrikel mit Johan Ev. Alois Alfred vermerkt.